# Robert Nearn
Robert Nearn (ur. 24 kwietnia 1967 roku w Londynie) – brytyjski kierowca wyścigowy.

## Kariera
Nearn rozpoczął karierę w międzynarodowych wyścigach samochodowych w 1995 roku od startów w Global GT Championship, gdzie raz stanął na podium. Z dorobkiem 53 punktów został sklasyfikowany na trzydziestej pozycji. W późniejszych latach Brytyjczyk pojawiał się także w stawce 24-godzinnego wyścigu Le Mans, FIA GT Championship, American Le Mans Series, Grand American Rolex Series, 24h Nürburgring, French GT Championship, Blancpain Endurance Series oraz 24 Hours of Barcelona.